# Forcelles-Saint-Gorgon

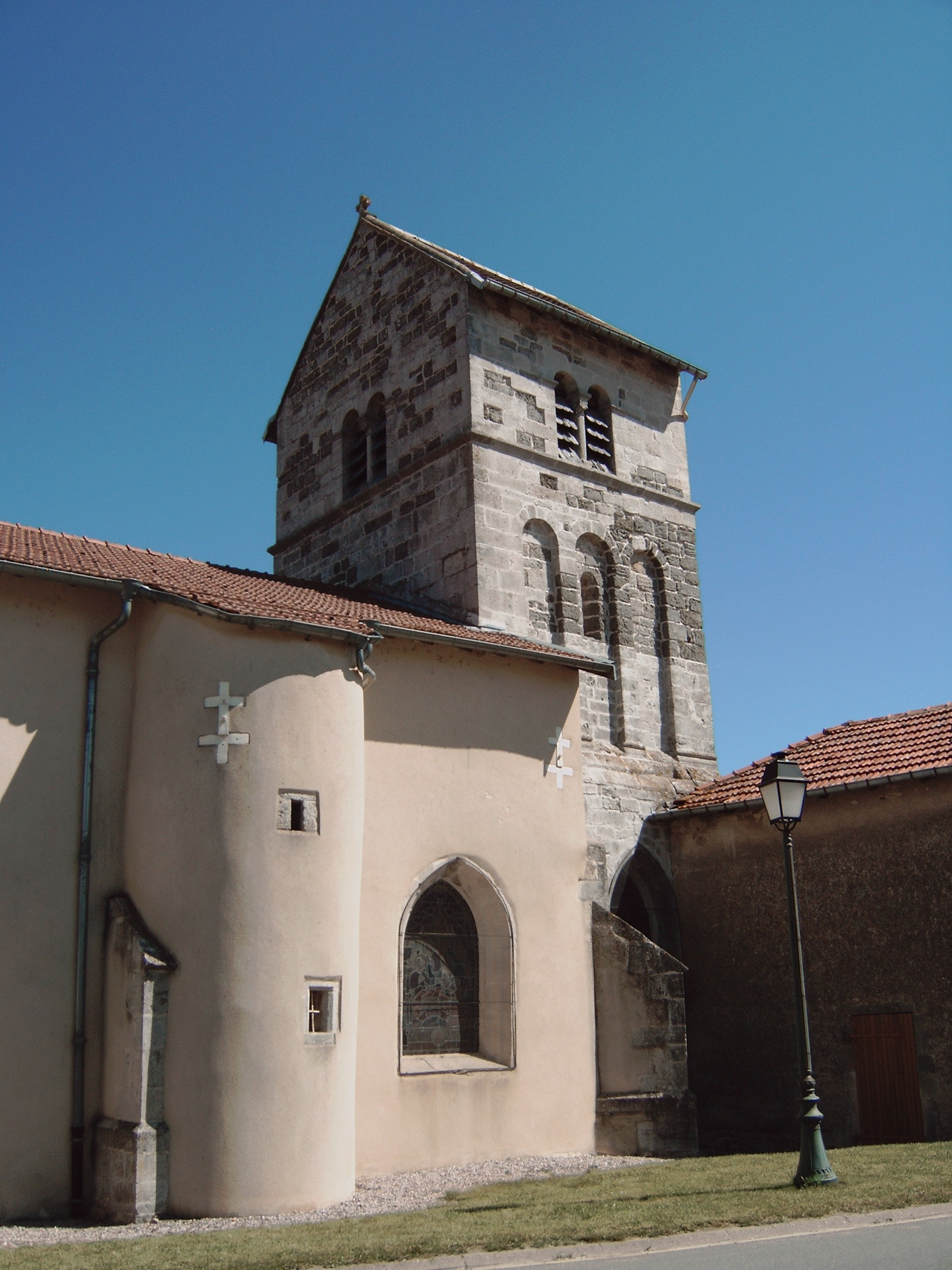
Zabytkowy kościół romański z XII wieku (2010)

Forcelles-Saint-Gorgon – miejscowość i gmina we Francji, w regionie Grand Est, w departamencie Meurthe i Mozela.
Według danych na rok 1990 gminę zamieszkiwały 153 osoby, a gęstość zaludnienia wynosiła 29 osób/km² (wśród 2335 gmin Lotaryngii Forcelles-Saint-Gorgon plasuje się na 892. miejscu pod względem liczby ludności, natomiast pod względem powierzchni na miejscu 984.).

## Populacja

Populacja Forcelles-Saint-Gorgon w latach 1962–2008